# Ann Henricksson
Ann Henricksson (née le 31 octobre 1959) est une joueuse de tennis américaine, professionnelle du début des années 1980 à 1994.
Elle a joué deux fois les huitièmes de finale en simple dans des épreuves du Grand Chelem : en 1985, à l'Open d'Australie (battue par Zina Garrison) et en 1990, à Wimbledon (battue par Monica Seles).
Ann Henricksson a gagné trois tournois WTA en double au cours de sa carrière.

## Palmarès

### Titre en simple dames
Aucun

### Finales en simple dames
| No | Date       | Nom et lieu du tournoi                  | Catégorie | Dotation  | Surface      | Vainqueure          | Score         |          |
| -- | ---------- | --------------------------------------- | --------- | --------- | ------------ | ------------------- | ------------- | -------- |
| 1  | 19-11-1984 | NSW Building Society, Sydney            |           | 150 000 $ | Gazon (ext.) | Martina Navrátilová | 6-1, 6-1      | Parcours |
| 2  | 24-03-1986 | Virginia Slims of Arizona, Phoenix      |           | 75 000 $  | Dur (int.)   | Beth Herr           | 6-0, 3-6, 7-5 | Parcours |
| 3  | 27-02-1989 | US Hardcourt Championships, San Antonio | Tier IV   | 200 000 $ | Dur (ext.)   | Steffi Graf         | 6-1, 6-4      | Parcours |

### Titres en double dames
| No | Date       | Nom et lieu du tournoi                    | Catégorie | Dotation  | Surface         | Partenaire            | Finalistes                         | Score         |          |
| -- | ---------- | ----------------------------------------- | --------- | --------- | --------------- | --------------------- | ---------------------------------- | ------------- | -------- |
| 1  | 25-02-1980 | Avon Futures of Columbus Columbus (OH)    | Futures   | 25 000 $  | Dur (int.)      | Felicia Hutnick       | Lindsay Morse Candy Reynolds       | 7-6, 4-6, 6-4 | Parcours |
| 2  | 04-01-1988 | New South Wales Open Sydney               | Tier IV   | 200 000 $ | Gazon (ext.)    | Christiane Jolissaint | Claudia Kohde-Kilsch Helena Suková | 7-6, 4-6, 6-3 | Parcours |
| 3  | 18-04-1988 | Taipei International Championships Taïwan | Tier V    | 50 000 $  | Moquette (int.) | Patty Fendick         | Belinda Cordwell Julie Richardson  | 6-2, 2-6, 6-2 | Parcours |
| 4  | 18-07-1988 | OTB Open Schenectady                      | Tier V    | 50 000 $  | Dur (ext.)      | Julie Richardson      | Lea Antonoplis Cammy MacGregor     | 6-3, 3-6, 7-5 | Parcours |

### Finales en double dames
| No | Date       | Nom et lieu du tournoi                  | Catégorie   | Dotation  | Surface         | Vainqueures                         | Partenaire         | Score         |          |
| -- | ---------- | --------------------------------------- | ----------- | --------- | --------------- | ----------------------------------- | ------------------ | ------------- | -------- |
| 1  | 03-03-1980 | Avon Futures of Atlanta Atlanta         | Futures     | 25 000 $  | Dur (int.)      | Ilana Kloss Betty-Ann Stuart        | Candy Reynolds     | 7-6, 7-6      | Parcours |
| 2  | 14-02-1983 | Ginny of Hershey Hershey                |             | 50 000 $  | Moquette (int.) | Lea Antonoplis Barbara Jordan       | Sherry Acker       | 6-3, 6-4      | Parcours |
| 3  | 26-09-1983 | Ginny of Bakersfield Bakersfield        |             | 50 000 $  | Dur (ext.)      | Kylie Copeland Lori McNeil          | Pat Medrado        | 6-4, 6-3      | Parcours |
| 4  | 09-01-1984 | Ginny of Pennsylvania Hershey           | VS Tour C1+ | 50 000 $  | Moquette (int.) | Kateřina Skronská Marcela Skuherská | Nancy Yeargin      | 6-1, 6-3      | Parcours |
| 5  | 10-04-1989 | DHL Open Singapour                      | Tier V      | 75 000 $  | Dur (ext.)      | Belinda Cordwell Elizabeth Smylie   | Beth Herr          | 6-7, 6-2, 6-1 | Parcours |
| 6  | 17-04-1989 | Suntory Japan Open Tokyo                | Tier V      | 100 000 $ | Dur (ext.)      | Jill Hetherington Elizabeth Smylie  | Beth Herr          | 6-1, 6-3      | Parcours |
| 7  | 19-02-1990 | Virginia Slims of Washington Washington | Tier II     | 350 000 $ | Moquette (int.) | Zina Garrison Martina Navrátilová   | Dinky Van Rensburg | 6-0, 6-3      | Parcours |

## Parcours en Grand Chelem

### En simple dames
| Année | Open d'Australie (janvier) | Open d'Australie (janvier) | Internationaux de France | Internationaux de France | Wimbledon       | Wimbledon            | US Open         | US Open              | Open d'Australie (décembre) | Open d'Australie (décembre) |
| ----- | -------------------------- | -------------------------- | ------------------------ | ------------------------ | --------------- | -------------------- | --------------- | -------------------- | --------------------------- | --------------------------- |
| 1982  | n/a                        | n/a                        | -                        | -                        | -               | -                    | 2e tour (1/32)  | Virginia Ruzici      | -                           | -                           |
| 1983  | n/a                        | n/a                        | 2e tour (1/32)           | Amy Holton               | 2e tour (1/32)  | Lisa Bonder          | 1er tour (1/64) | Terry Holladay       | -                           | -                           |
| 1984  | n/a                        | n/a                        | 1er tour (1/64)          | Larisa Savchenko         | 1er tour (1/64) | Virginia Wade        | 2e tour (1/32)  | Mima Jaušovec        | -                           | -                           |
| 1985  | n/a                        | n/a                        | 2e tour (1/32)           | Adriana Villagrán        | 2e tour (1/32)  | Wendy White          | 3e tour (1/16)  | Claudia Kohde-Kilsch | 3e tour (1/8)               | Zina Garrison               |
| 1986  | n/a                        | n/a                        | 1er tour (1/64)          | Ivanna Madruga           | 2e tour (1/32)  | Kathy Jordan         | 1er tour (1/64) | Gretchen Rush        | n/a                         | n/a                         |
| 1987  | 2e tour (1/32)             | Judith Wiesner             | 1er tour (1/64)          | Stephanie Rehe           | 3e tour (1/16)  | Natasha Zvereva      | 3e tour (1/16)  | Bettina Bunge        | n/a                         | n/a                         |
| 1988  | 2e tour (1/32)             | Catarina Lindqvist         | -                        | -                        | 2e tour (1/32)  | Hana Mandlíková      | 2e tour (1/32)  | Terry Phelps         | n/a                         | n/a                         |
| 1989  | 1er tour (1/64)            | Eva Krapl                  | -                        | -                        | 2e tour (1/32)  | Claudia Kohde-Kilsch | 1er tour (1/64) | Monica Seles         | n/a                         | n/a                         |
| 1990  | 2e tour (1/32)             | Julie Halard               | -                        | -                        | 4e tour (1/8)   | Monica Seles         | 1er tour (1/64) | Mary Joe Fernández   | n/a                         | n/a                         |
| 1991  | 1er tour (1/64)            | Wiltrud Probst             | -                        | -                        | 1er tour (1/64) | Yayuk Basuki         | -               | -                    | n/a                         | n/a                         |

À droite du résultat, l’ultime adversaire.

### En double dames
| Année | Open d'Australie (janvier)   | Open d'Australie (janvier) | Internationaux de France      | Internationaux de France  | Wimbledon                     | Wimbledon                  | US Open                      | US Open                     | Open d'Australie (décembre)   | Open d'Australie (décembre) |
| ----- | ---------------------------- | -------------------------- | ----------------------------- | ------------------------- | ----------------------------- | -------------------------- | ---------------------------- | --------------------------- | ----------------------------- | --------------------------- |
| 1980  | n/a                          | n/a                        | -                             | -                         | 2e tour (1/16) F. Hutnick     | Chris Newton Jenny Walker  | 2e tour (1/16) Kim Jones     | Rosie Casals W. Turnbull    | -                             | -                           |
| 1981  | n/a                          | n/a                        | -                             | -                         | 1er tour (1/32) Lele Forood   | A. Buchanan Kim Sands      | 3e tour (1/8) Trey Lewis     | Bettina Bunge Kohde-Kilsch  | -                             | -                           |
| 1982  | n/a                          | n/a                        | 2e tour (1/16) Pam Whytcross  | C. Reynolds Paula Smith   | 1er tour (1/32) Pam Whytcross | Duk-Hee Lee R. Tomanová    | 1er tour (1/32) R. Giscafré  | Sandy Collins P. Teeguarden | -                             | -                           |
| 1983  | n/a                          | n/a                        | 1er tour (1/32) Jane Preyer   | H. Mandlíková V. Ruzici   | 1er tour (1/32) Jane Preyer   | Trey Lewis S. McInerney    | 2e tour (1/16) Jill Davis    | R. Fairbank C. Reynolds     | 2e tour (1/8) J. Mundel       | B. J. King Sharon Walsh     |
| 1984  | n/a                          | n/a                        | 1er tour (1/32) Beverly Mould | B. Jordan E. Sayers       | 2e tour (1/16) Nancy Yeargin  | Leslie Allen Anne White    | 2e tour (1/16) Nancy Yeargin | Elise Burgin J. Russell     | 1/4 de finale Robin White     | B. Potter Sharon Walsh      |
| 1985  | n/a                          | n/a                        | 1er tour (1/32) B. Jordan     | Iva Budařová M. Skuherská | 2e tour (1/16) Susan Leo      | Kohde-Kilsch Helena Suková | 2e tour (1/16) L. Antonoplis | K. Horvath V. Ruzici        | 1er tour (1/16) C. Jolissaint | Linda Gates A. Moulton      |
| 1986  | n/a                          | n/a                        | 2e tour (1/16) C. Jolissaint  | Iva Budařová M. Skuherská | 1er tour (1/32) C. Jolissaint | C. Reynolds Anne Smith     | 2e tour (1/16) C. Jolissaint | Patty Fendick Hetherington  | n/a                           | n/a                         |
| 1987  | 1er tour (1/16) C. Karlsson  | Kohde-Kilsch Helena Suková | 2e tour (1/16) Van Nostrand   | Navrátilová Pam Shriver   | 3e tour (1/8) Van Nostrand    | Kohde-Kilsch Helena Suková | 2e tour (1/16) Van Nostrand  | Steffi Graf G. Sabatini     | n/a                           | n/a                         |
| 1988  | 3e tour (1/8) C. Jolissaint  | Zina Garrison B. Potter    | -                             | -                         | 2e tour (1/16) C. Jolissaint  | Lori McNeil B. Nagelsen    | 3e tour (1/8) Anne Smith     | Steffi Graf G. Sabatini     | n/a                           | n/a                         |
| 1989  | 3e tour (1/8) Beth Herr      | Steffi Graf G. Sabatini    | -                             | -                         | 1er tour (1/32) M. L. Piatek  | Linda Barnard K. Schimper  | 2e tour (1/16) Penny Barg    | MJ Fernández Pam Shriver    | n/a                           | n/a                         |
| 1990  | 1er tour (1/32) Tine Scheuer | Louise Field Lise Gregory  | -                             | -                         | 2e tour (1/16) Van Rensburg   | L. Neiland N. Zvereva      | 2e tour (1/16) B. Cordwell   | N. Medvedeva Leila Meskhi   | n/a                           | n/a                         |
| 1991  | 3e tour (1/8) C. MacGregor   | Kathy Jordan E. Smylie     | -                             | -                         | 1er tour (1/32) Linda Barnard | S. Appelmans Caroline Vis  | 1er tour (1/32) Jill Smoller | Pam Shriver N. Zvereva      | n/a                           | n/a                         |
| 1992  | 1er tour (1/32) H. Ludloff   | Meike Babel B. Rittner     | -                             | -                         | -                             | -                          | 2e tour (1/16) Louise Allen  | Sandy Collins S. Rehe       | n/a                           | n/a                         |
| 1993  | -                            | -                          | 1er tour (1/32) Louise Allen  | C. Barclay K. Guse        | 1er tour (1/32) Louise Allen  | G. Fernández N. Zvereva    | 1er tour (1/32) Louise Allen | F. Labat B. Rittner         | n/a                           | n/a                         |
| 1994  | 1er tour (1/32) Louise Field | J. Emmons Tessa Price      | -                             | -                         | -                             | -                          | -                            | -                           | n/a                           | n/a                         |

Sous le résultat, la partenaire ; à droite, l’ultime équipe adverse.

### En double mixte
| Année | Open d'Australie            | Open d'Australie           | Internationaux de France     | Internationaux de France | Wimbledon                    | Wimbledon                  | US Open                     | US Open                |
| ----- | --------------------------- | -------------------------- | ---------------------------- | ------------------------ | ---------------------------- | -------------------------- | --------------------------- | ---------------------- |
| 1987  | -                           | -                          | 1/2 finale M. Schapers       | Lori McNeil S. Stewart   | 1er tour (1/32) M. Schapers  | Louise Field Desmond Tyson | 1/4 de finale M. Schapers   | Navrátilová E. Sánchez |
| 1988  | 2e tour (1/8) M. Schapers   | J. Thompson D. Macpherson  | -                            | -                        | 1er tour (1/32) M. Schapers  | Penny Barg Eric Korita     | 1er tour (1/16) M. Schapers | G. Fernández A. Moreno |
| 1989  | 1er tour (1/16) M. Schapers | Terry Phelps T. Woodbridge | -                            | -                        | -                            | -                          | -                           | -                      |
| 1993  | -                           | -                          | 1er tour (1/32) T. Middleton | F. Labat Pablo Albano    | 1er tour (1/32) T. Middleton | M. Bollegraf Tom Nijssen   | -                           | -                      |

Sous le résultat, le partenaire ; à droite, l’ultime équipe adverse.

## Classements WTA en fin de saison

### En simple
| Année | 1983 | 1984 | 1985 | 1986 | 1987 | 1988 | 1989 | 1990 | 1991 | 1992 | 1993 | 1994 |
| Rang  | 133  | 40   | 53   | 49   | 60   | 71   | 53   | 114  | 141  | 270  | 139  | 216  |

Source : (en) « Classements de Ann Henricksson », sur le site officiel du WTA Tour

### En double
| Année | 1986 | 1987 | 1988 | 1989 | 1990 | 1991 | 1992 | 1993 | 1994 |
| Rang  | 77   | 64   | 59   | 74   | 61   | 120  | 80   | 125  | 194  |

Source : (en) « Classements de Ann Henricksson », sur le site officiel du WTA Tour